# モンテネグロサッカー協会
モンテネグロサッカー協会（モンテネグロサッカーきょうかい、セルビア語のラテン文字表記ではFudbalski savez Crne Gore、キリル文字表記ではФудбалски савез Црне Горе）はモンテネグロのサッカーを統括する団体である。略称はFSCGが用いられる。

## 概要
1931年創設。2006年6月28日にセルビア・モンテネグロサッカー協会から独立した。協会本部はポドゴリツァに置かれている。
モンテネグロ協会は、ユーゴスラビア協会、セルビア・モンテネグロ協会の下にあって、ユーゴスラビアリーグ、セルビア・モンテネグロリーグの下部カテゴリとなるモンテネグロ共和国内のリーグを統括してきた。モンテネグロリーグは1部から3部まであるが、セルビア・モンテネグロからの独立後もリーグの統括はモンテネグロ協会が行っている。
また、サッカーモンテネグロ代表の編成も行う。

## 歴史
セルビア・モンテネグロ協会の経歴はセルビアサッカー協会に継承されたため、モンテネグロサッカー協会は別個に国際サッカー連盟（FIFA）及び欧州サッカー連盟（UEFA）への加盟作業を行う必要があった。モンテネグロ協会は2006年6月にFIFA及びUEFAに対する加盟申請を行った。このうちUEFAに対しては、2006年10月に暫定的な加盟が認められ、2007年1月26日に正式な加盟が認められた。また、FIFAへの加盟は2007年5月31日に承認された。
独立後の初代モンテネグロ協会会長にはポドゴリツァ出身でユーゴスラビア代表歴を持つデヤン・サビチェビッチが就任している。

## リファレンス
1. ↑  http://www.fifa.com/associations/association=mne/index.html
2. ↑  http://www.uefa.com/footballeurope/countries/association=92853/index.html
3. ↑  セルビア語と方言程度の違いがあるモンテネグロ語という言い方もあるが表記方法は同一である。